# Округ Џеферсон (Канзас)
Округ Џеферсон (енгл. Jefferson County) је округ у америчкој савезној држави Канзас. По попису из 2010. године број становника је 19.126. Седиште округа је град Оскалуса.

## Демографија
Према попису становништва из 2010. у округу је живело 19.126 становника, што је 700 (3,8%) становника више него 2000. године.
| Група             | 2000.          | 2010.          |
| Белци             | 17.683 (96,0%) | 18.170 (95,0%) |
| Афроамериканци    | 69 (0,4%)      | 104 (0,5%)     |
| Азијати           | 31 (0,2%)      | 39 (0,2%)      |
| Хиспаноамериканци | 236 (1,3%)     | 339 (1,8%)     |
| Укупно            | 18.426         | 19.126         |